# Talcahuano
Talcahuano (Pronuncia-se /tal.ka'wa.no/ em espanhol). (Literal. significa: "Céu [que emite] trovões", pelo nome do cacique Tralcahueñu) é uma comuna e cidade da província de Concepción, localizada na Região de Biobío, Chile. Fica localizada exatamente no centro geográfico do país.
Possui uma área de 92,3 km² e uma população de 151.524 habitantes.
Talcahuano é um dos principais portos do país, sua economia está baseada principalmente na indústria e a pesca. E sua divisa é: «"Primeiro porto militar, industrial e pesqueiro do Chile»".
É igualmente a cidade com a maior população da região.
Talcahuano  faz parte da Grande Concepción, a região metropolitana da Concepción província. Situa-se a noroeste do núcleo urbano.

## Limites
A comuna limita-se: a sul com Hualpén; a sudeste com Concepción e Penco; a nordeste, norte e oeste com o Oceano Pacífico.

## Toponímia

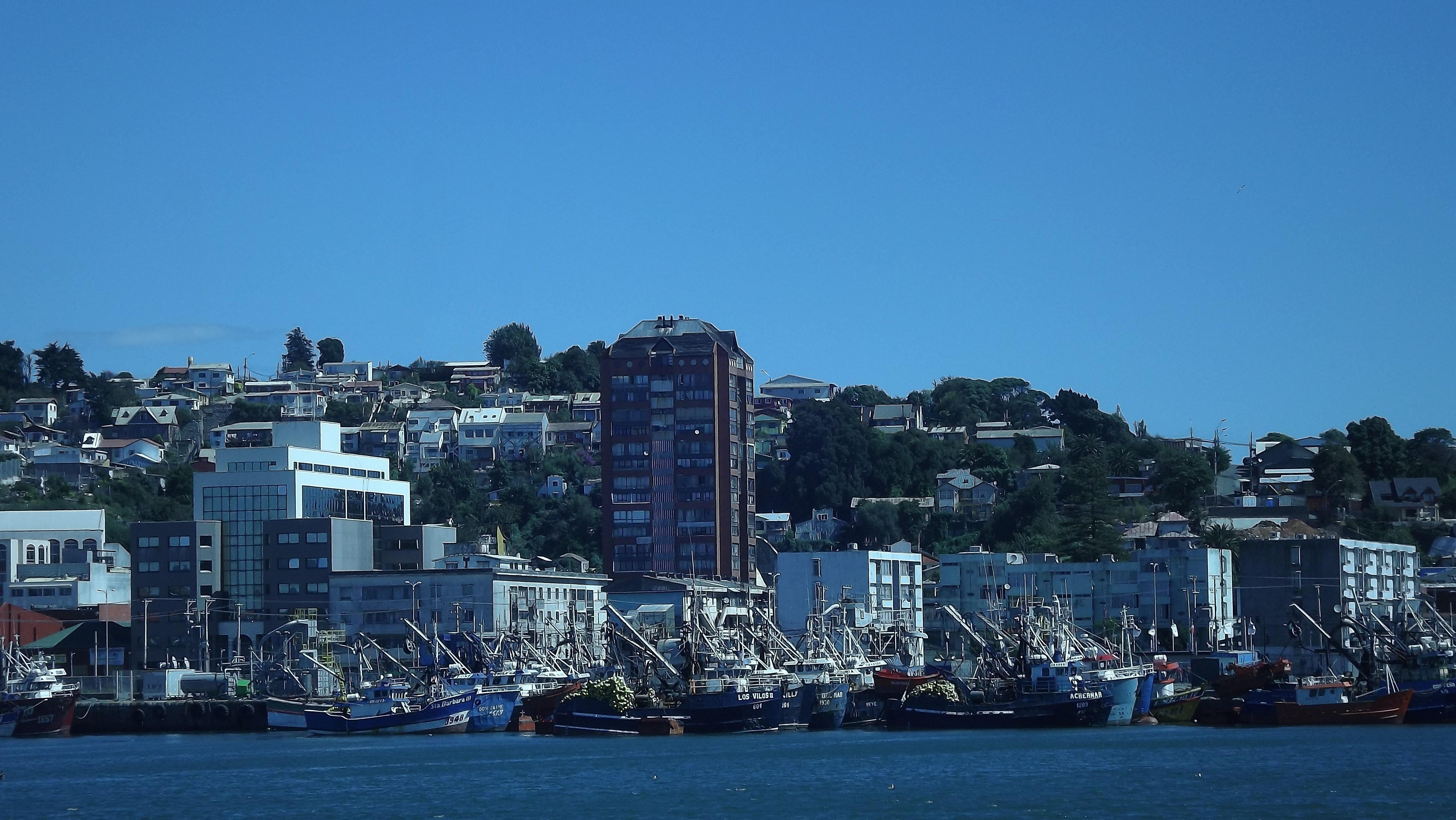
Talcahuano visto a partir do Oceano Pacífico

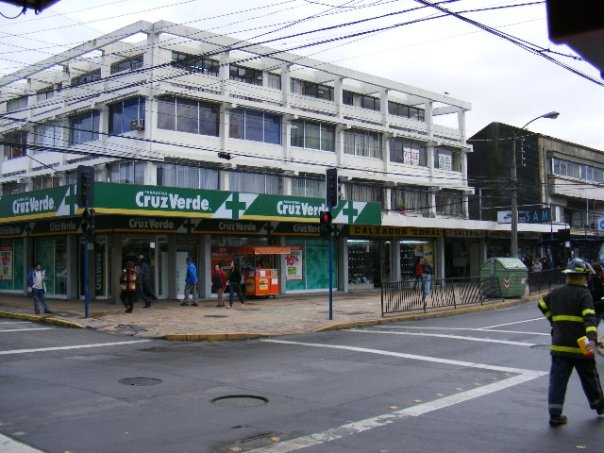
Centro de Talcahuano, estrada Colón

O nome de Talcahuano, provém do guerreiro que morava na península de Tumbes: Talcahueñu (tralcam wenu), nome mapudungun que significa «Céu trovejante». O povo mapuche, que morava ainda na ilha Quiriquina, nomeava à Baía de Talcahuano com essa palavra, portanto os espanhóis continuaram a designar assim a esse setor da costa do Oceano Pacífico.

## Gentílico

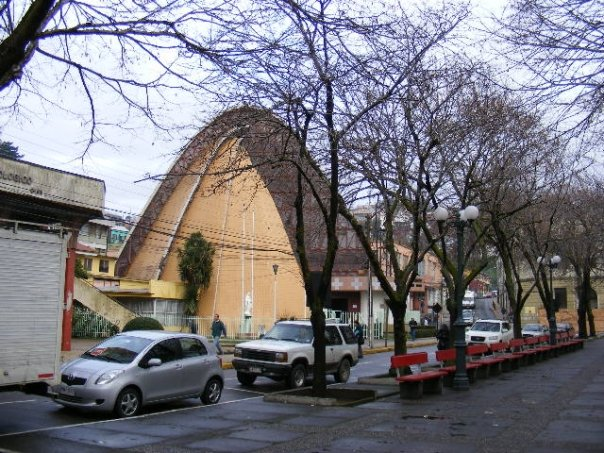
Paróquia San José em pleno centro de Talcahuano, Praça Maior

Antigamente, os moradores do lugar eram chamados de Talcahueños (ou talcauenhos, em português), como citam livros desse tempo.[carece de fontes?] Embora, actualmente esta palavra caiu em desuso. Aliás, o termo porteño (do porto), usado para os habitantes de Valparaíso ou de Buenos Aires,  é normalmente empregado para os habitantes de Talcahuano. também existe o adjetivo «"talcahuino"» (talcauíno), que é o único gentílico de Talcahuano que aparece no Diccionário de uso do espanhol do Chile.
Finalmente, o gentílico «chorero» (mexilhoeiro, de ««mexilhões»») é de uso bem coloquial, e está relacionado com a extracção dos mexilhões (em espanhol do Chile: choro), até meados do século XX. Este termo é designado também a quem extraem este molusco.
Citação: "As pessoas de Talcahuano são «CHORERAS» (liter.: "Quem extraem mexilhões"). É verdade que a palavra "choro" provém do quíchua.
Talcahuano foi um porto de um  balanço grande nos dias que antecederam à construçcão do Canal do Panamá, os barcos de todo o mundo tinham de atravessar o Estreito de Magalhães para poderem desembarcar. Naquele tempo, havia muita boémia no lugar, navios iam e vinham a carregar a cultura do porto para outras partes do continente. Durante esses anos na zona de Talcahuano, desde Tumbes Península até Santa María Ilha, havia bancos de mexilhões (os mexilhões são uns moluscos que têm 30 centímetros de tamanho) que foram reconhecidos nacionalmente. Assim nasceu o gentílico que até agora mantém o Porto (Choreros). Minhas primeiras tarefas iniciei-as em máquinas de mergulhadores de extracção de mexilhões (Lembre-se, choro, no Chile) nos bancos famosos que foram descobertos na área, sendo tal actividade, que até 70 máquinas chegaram a trabalhar; porém chegou o ano de 1912, um ano de triste memória para os pescadores. Esse ano foi um dos mais difíceis da minha vida: uma opressão impiedosa.
Uma empresa específica, a observar o ressurgimento enorme da indústria dos mexilhões, tornou-se interessada em praias e bancos de mexilhões com a finalidade de concessioná-los."
Fragmento da revista, El Pescador, janeiro de 1936, história de Juan Macaya Aravena.
Portanto, os choreros são: choros (ou seja, corajosos, valentes), têm choreza (audácia); Feminino chora (muito); algo choro (algo bom, algo especial, alguma coisa ótima).

## História

### Antes da Conquista
Talcahuano, antes da Conquista do Chile, fazia parte das terras de Arauco, habitada pelos mapuches, como na maior parte do sul do país, deram feroz resistência ao domínio espanhol, um conflito que durou cerca de cinco séculos.
Entre os nativos que habitavam a costa na Tumbes península, ficava "Talcahueñu" (palavra trazida para o espanhol desde o mapudungun Tralcam Wenu) quem fora um grande guerreiro que liderou o exército dele como um estrategista. Mesmo o livro do Alonso de Ercilla é um testemunho disso.
La Araucana (verso 315):
Citação: Pasó tras este luego el guerrero Talcahuano,
Que ciñe el mar su hermosa tierra y la rodea,
un mástil grueso en la derecha mano.
Tradução ao português:
Logo depois, o guerreiro Talcahuano passou ante este,
Que cinge o mar a sua formosa terra e a rodéia,
um mastro grosso na mão direita.

### A Colônia
Quando o domínio da Coroa Espanhola foi cementado, o Governador Alonso de Rivera, percebendo os potenciais do porto, ligou as duas baías para uma fácil navegação em abril de 1601. Foi fundado em 5 de novembro de 1764 por despacho do Governador Antonio de Guill y Gonzaga, sendo declarado <<Porto de Registo para Ancoragem e Atracação de Navios>>. Assim, a meados do século XVIII, as fortalezas de San Agustín e de Gálvez foram construídas; e o seu porto se convirtiu em uma base naval para os espanhóis, como o é hoje para os chilenos.

### A Independência

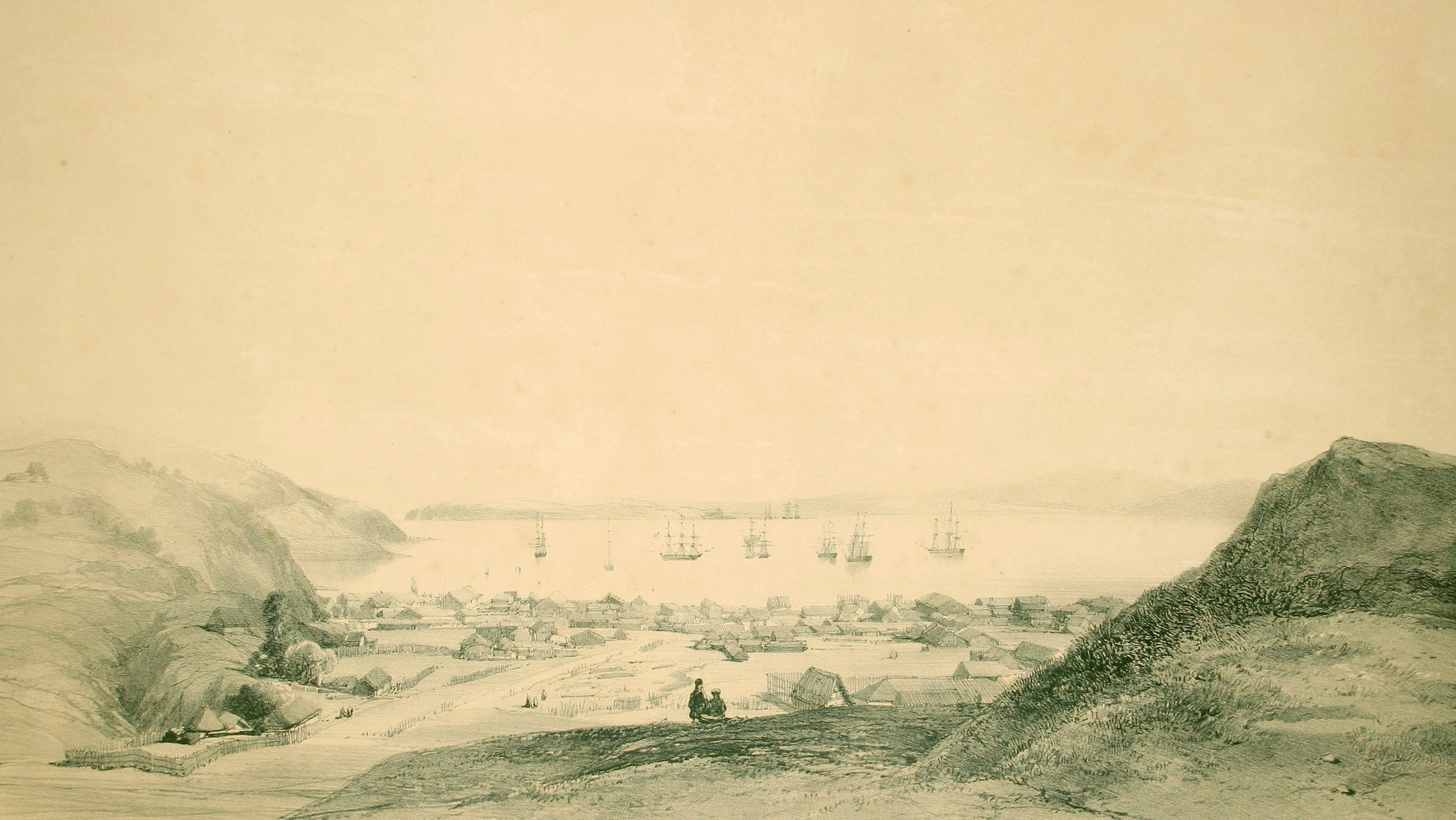
A Ria de Talcahuano em 1846. Obra do francês Louis Le Breton (1818–1866).

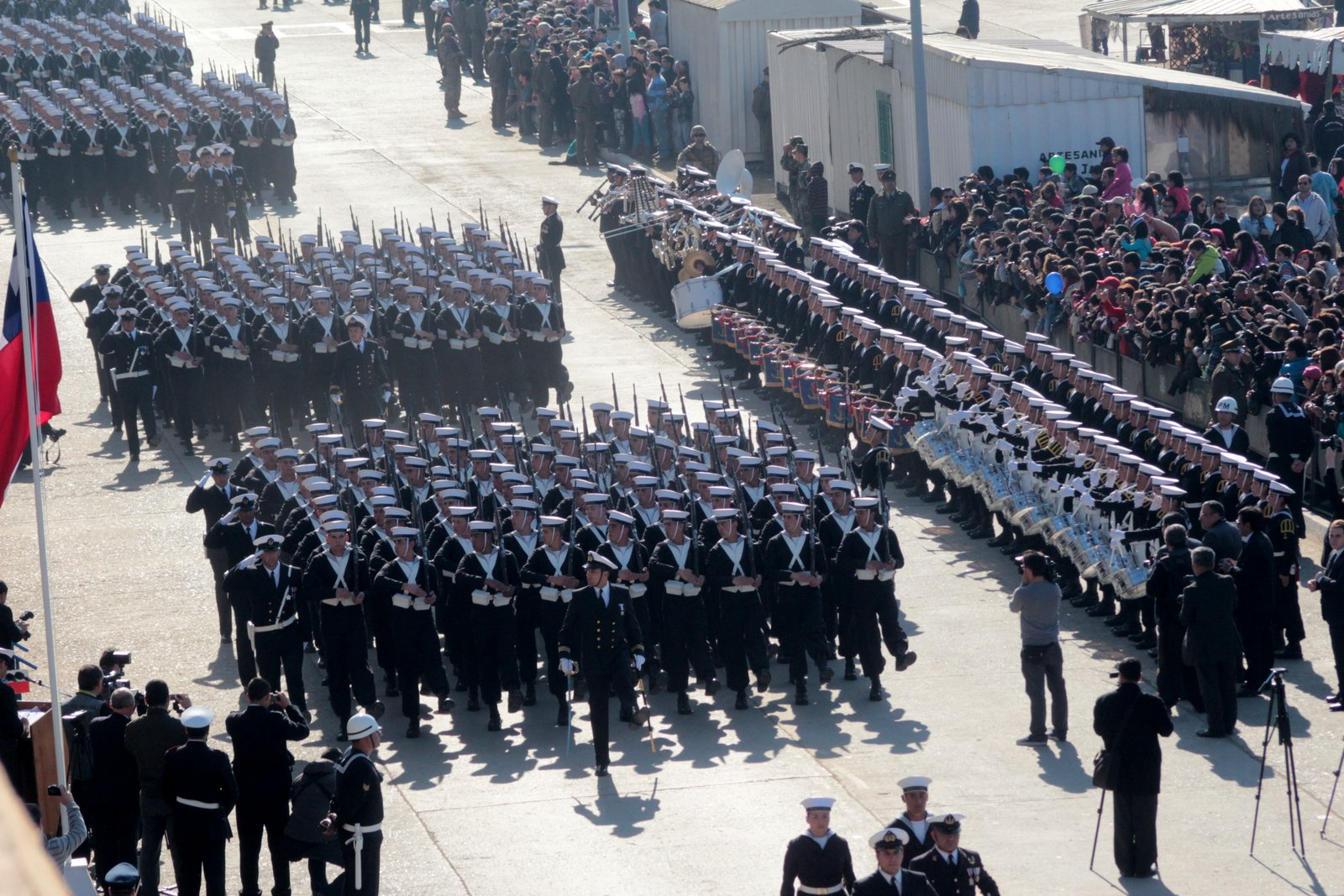
Dia das Glórias Navais em Talcahuano a 21 de maio de 2013.

Foi quadro de batalhas sangrentas (e ignoradas) durante a Independência do Chile, assim tais como o Sítio e Ataque de Talcahuano (Sitio y Asalto de Talcahuano, em espanhol), sangrenta batalha, entre as filheiras patriotas, incluia-se ao Coronel Jorge Beaucheff, herói da captura das fortalezas de Valdivia.
Segundo uma das teorias sobre a Independência do Chile, a Declaração de Independência foi escrita no Morrilho do Morro Perales (frente ao atual estádio Gaete). Outra teoria sustenta que a Declaração da Independência foi redigida no montículo Perales (frente ao valhe San Eugenio, pertencente à mesma comuna). Em ambos os casos, é dito que a Declaração foi proclamada na atual Praça da Independência de Concepción. Em 1820, Talcahuano presenciou outro facto Armado: O Combate Vegas de Talcahuano.

### Século XX

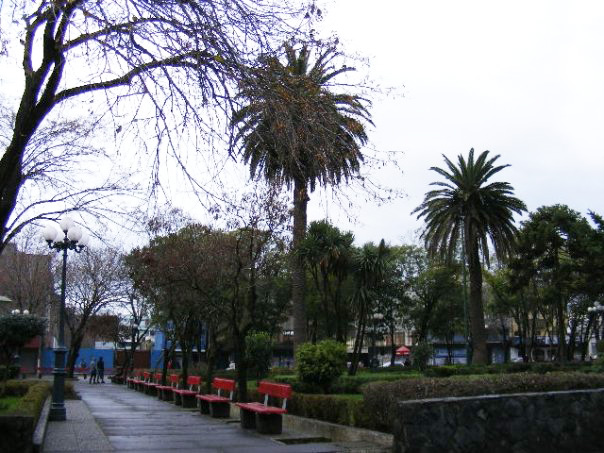
Praça de armas de Talcahuano.

No início do século XX, a firma W.R. Grace & Company, uma empresa norte-americana de barcos a vapor, adquiriu a franquia para construir um bonde em Concepción. Em consequência, a Companhia Elétrica de Concepción contratou à General Electric (G.E.) para a instalação, e pediu bondes da empresa Brill, da Filadélfia, abrindo uma linha de tronco, de 15 quilômetros de comprimento, para chegar até o porto de Talcahuano, em 1908. Subsequentemente, a firma G.E. abriu uma linha de bondes, a que usara carros de dois andares, conduzidas por motoristas mulheres.
Em 1931 Talcahuano foi cenário de uma sangrenta batalha que ocorreu sob o contexto da nomeada Revolta do Esquadrão.
A Posta Naval, as fortalezas, as politécnicas navais, a estação de rádio e os estaleiros foram atacados pelas tropas leais ao governo do vice-presidente Manuel Trucco, quens reduziram os marinheiros rebelados e os trabalhadores dos estaleiros que os apoiavam.
Em meados do século XX, começa o surgimento do nomeado pólo industrial em Talcahuano, com assinaturas da CORFO, como: a Companhia de Aço do Pacífico (CAP), Empresa Nacional do Petróleo (ENAP) -com sua filial "ENAP Concepción", mais tarde a "Petrox" e atualmente "ENAP Refinarias"; além de indústrias menores, como a "OXY S.A." e a "AGA S.A.".
No final da década de 1980, Talcahuano tem começado o processo de conurbação com a cidade de Concepción, por isso começa a se lhe chamar de <<Intercomuna Concepción - Talcahuano>>.
Isto vem se reforçando ao longo do tempo, e <<Grande Concepción>> é o termo usado agora para se referir à zona metropolitana composta de diversas comunas, das quais é Talcahuano a mais populosa de todas.

### Século XXI

#### Criação da comuna de Hualpén

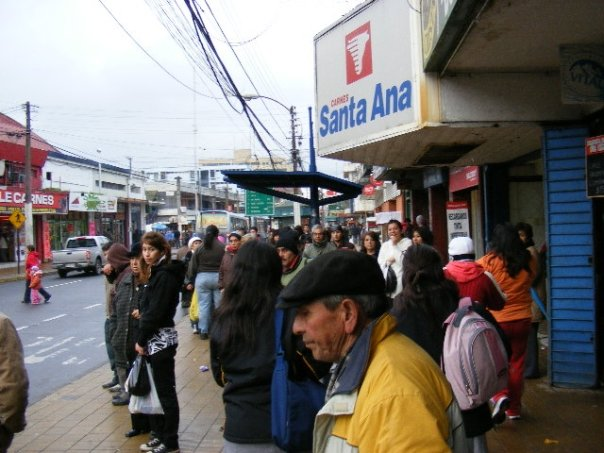
Comércio no centro de Talcahuano

O município faz parte da área metropolitana da Grande Concepción, após um processo que se acelerou nas décadas de 1980 e de 1990. A partir de março de 2004, com o alvo de descentralizar a administração, criara-se a comuna de Hualpén. E assim o setor de Hualpencillo seria descentralizado.
Talcahuano possui centros de serviços diversos e de vários tamanhos, em diferentes bairros e setores e dois principais centros comerciais: No Sector Centro (Setor Central) e no Trébol de FERBIO. Tem vários eixos estructurais, dentro dos quais destacam a Avenida Cristóbal Colón, a Autoestrada Concepción-Talcahuano, a Avenida Las Golondrinas, a Avenida Gran Bretaña, entre outras. Nela fica ainda o Aeroporto Internacional Carriel Sur, um terminal rodoviario chamado de Félix Adán e um terminal ferroviário. Talcahuano também tem dois portos , a Base Naval, e um Bairro Industrial, onde há, nesse último, uma indústria siderúrgica, uma refinaria de petróleo,  uma petroquímica, uma para cimento, uma outra para gás, etc.
O limite administrativo desta comuna de oeste para leste é:
- Camino a Lenga
- Avenida Las Golondrinas
- Avenida Libertador Bernardo O'Higgins
- Autoestrada Concepción - Talcahuano
- e Avenida Jorge Alessandri Rodríguez.

Talcahuano faz fronteira com a comuna de Concepción, ali, na avenida Jorge Alessandri Rodríguez em parte de sua extensão.

#### Terremoto e tsunâmi de 2010

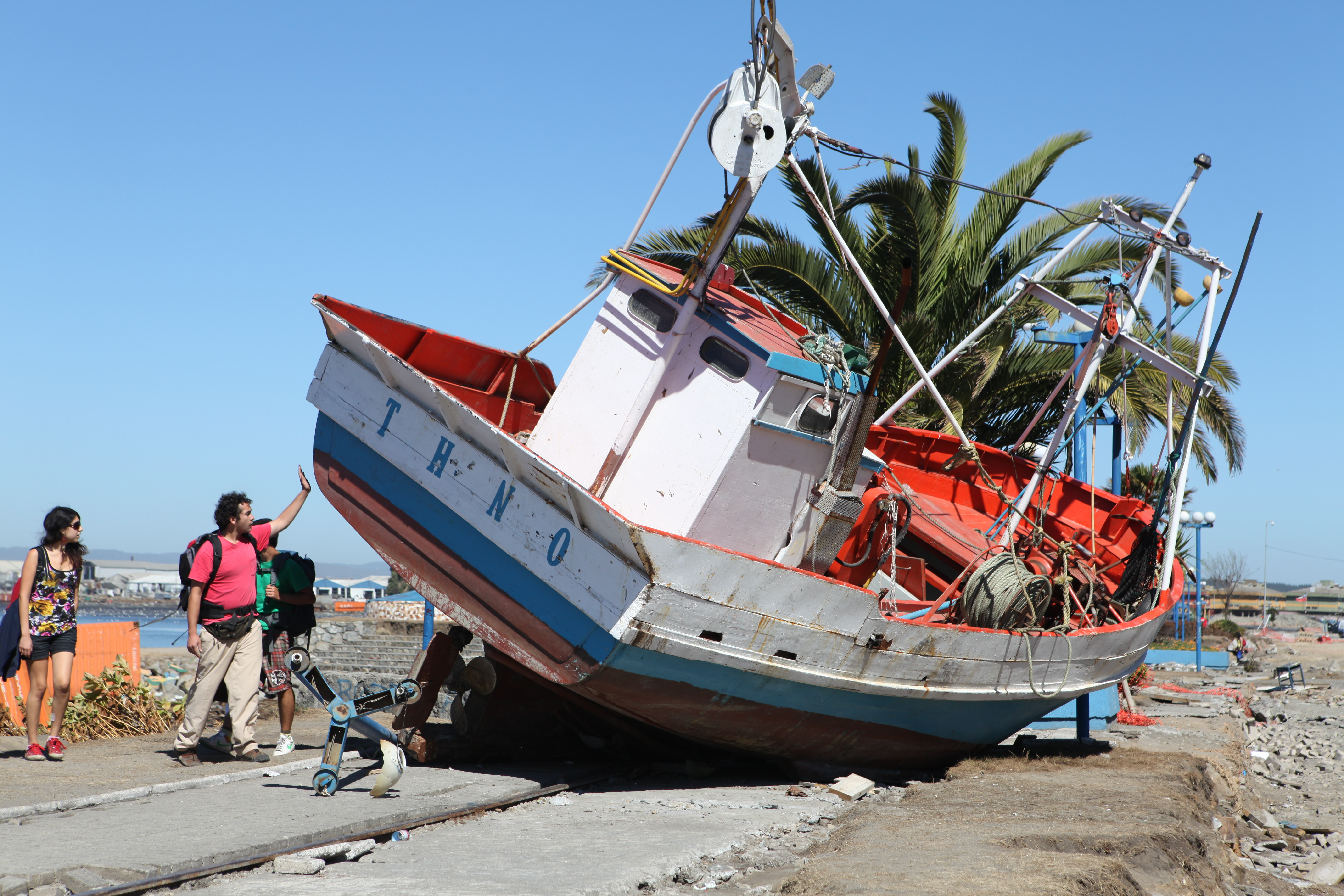
O tsunami mudou os barcos desde o mar até a costa.

No sábado 27 de fevereiro de 2010 houve um forte terremoto. Este ocorreu às 03:34:17 (hora local) (UTC−3), que alcançou uma magnitude de 8,8 MW segundo o Serviço Geológico dos Estados Unidos. Este terremoto, juntamente com o tsunâmi causou extensos danos em vários setores periféricos e localidades do município.
Especialmente no porto, no centro, na Base Naval, em El Arenal (área de Talcahuano), em Caleta El Morro, e no se(c)tor de Salinas e na Enseada Tumbes (Caleta Tumbes em espanhol). O tsunami causou o transbordamento do Canal Ifarle, canal que corre através as povoações Villamar, Las Salinas, San Marcos e Vegas Perales, deixando duas casas completamente destruídas. "(Localizado na rua Claudio Gay Oriente)" 
 A infraestrutura rodoviária, marítima e ferroviária em Talcahuano foi danificada de diferentes maneiras, causando sérios problemas na conectividade da população nos dias seguintes ao desastre, dentro da comuna e parte das comunas e aldeias e comunas circundantes. Um exemplo disso é a Ruta Interportuaria (rota interportuária, em português) que foi atingida no Canal El Morro e a Ilha Rocuant. Existem também várias avenidas e ruas às que afetou o tsunami, tais como a Avenida Cristóbal Colón (ao nível do 3.000) ou Avenida Manuel Blanco Encalada,  Jordán Valdivieso e Lindor Pérez Gacitúa, entre outros.
A ausência ou a falta de desempenho do comércio, além de várias tentativas desesperadas de obter alimentos e o interesse de certos grupos para fazer crime, causara saques aos invólucros, tais como supermercados, lojas de ferragens, lojas de departamento e centros comerciais e de serviços, para além da ausência total da ordem pública, afetanto tanto às áreas comerciais como às residenciais. 
 A falta de serviços básicos, como água potável, alimentos, eletricidade e telecomunicações produziu uma ruptura completa na organização social, dificuldade na divulgação de informações,  senso de insegurança e problemas de saúde devido à falta de água e o problema da remoção de lixo. 

Isto resultou em uma declaração de uma área de desastre para toda a Concepción província, e foi efetuado um toque de recolher para impedir a desordem pública.

## Geografia
Talcahuano é um porto sul-americano do Oceano Pacífico, situado entre as coordenadas 36 'de latitude sul e 073 ° 07' 43 º de longitude oeste. Está localizado no extremo sudoeste da baía de mesmo nome, ao norte da foz do rio Biobío. Geomorfologicamente, é um istmo de várzea que é conectada ao continente por meio de um planalto (A Tumbes Península). Talcahuano fica a uma altitude de 1 m na área do centro, mas outras áreas da comuna ficam em alturas diferentes (Morro David Fuentes, 76 m; Tumbes planalto, 80-220 metros; Las Higueras, entre 5 e 10 m.). Talcahuano localiza-se a 427 kms. de distância da capital chilena, Santiago.

### Clima
Talcahuano possui um clima marítimo de costa ocidental com estação seca no Verão. Tem uma estação úmida durante 7 a 8 meses no Inverno, que é produzida quando, das pressões baixas subpolares, provêm massas de ar marítimo polar; e com estação seca durante 4 meses no Verão, ainda que são igualmente registadas chuvas durante o Verão, porém com valores muito reduzidos. A média do pluviômetro é em torno de 1.250 mm e a suas temperaturas médias variam entre 12 e 13 °C. A umidade relativa é também muito alta.
Sobre a Tº, o valor máximo registrado em quarenta anos (lembrando que o clima do Chile tem 9 mil anos) foi de 33 °C em janeiro e, o valor mínimo, no mesmo período, atingiu os -6 °C. Este ocorreu em agosto. Os valores para os meses de Verão máximos (janeiro-fevereiro) são de 26 °C e 24,8 °C e os valores média mínimos nos meses de inverno (julho-agosto) são de 4,2 °C e 3,5 °C.
- Janeiro: Mínima, 14,1°; máxima,25,3°.
- Fevereiro: Mínima, 13,8°; máxima, 24,7°.
- Março: Mínima, 13,2°; máxima, 23,1°.
- Abril: Mínima, 12,1°; máxima, 22,2°.
- Maio: Mínima, 11,3°; máxima, 19,1°.
- Junho: Mínima,  7,1°; máxima, 14,7°.
- Julho: Mínima, 6,4° ; máxima, 12,8°.
- Agosto: Mínima, 7,8°; máxima, 13,9°.
- Setembro: Mínima, 11,3°; máxima, 16,8°.
- Outubro: Mínima, 12,1° ; máxima, 22,7°.
- Novembro: Mínima, 13,7°; máxima, 22,8°.
- Dezembro: Mínima, 13,9°; máxima,  23,9°.

(Gráfico baseado nas temperaturas de 2013 e 2014)

### Geomorfologia
As suas atrações são a combinação de rio, mar, planícies férteis, vegas e os corpos montanhosos, junto à sua bela vegetação.
Situado em frente ao mar, apresenta um relevo caracterizado pelo forte contraste que existe entre uma extensa planície e as bordas da Cordilheira da Costa, entre os alívios formados pela Península de Tumbes mesma e o grupo de morros-ilhas, os que configuram a sua topografia.
O Rio Andalién, que trunca a continuidade destes relevos, cumpre a função de barreira natural, faz delimitar a sul e leste o seu território e, de forma permanente, tem influenciado a Comuna, tanto na formação da maior parte do solo dela, e no conceder a estes a qualidade de solo instável e de planície de inundação por extensas áreas que são, de acordo com as pesquisas, velhos leitos aquáticos destes rios.
Uma parte significativa da composição litológica da região metropolitana da Grande Concepción constitui, do ponto de vista estrutural, um sistema de blocos de falha, com os maiores acidentes, como as falhas de Concepción e San Vicente. Outras pequenas falhas, como o Morro San Miguel e o Morro San Martín estão localizadas entre elas.
As cheias sucessivas do Andalién e o efeito dos ventos prevalecentes que geram formações de dunas nas estações intermediárias, determinaram o perfil geológico dos terrenos da planície, que contêm bolsões de argila, silte e solos finos entre as camadas sobrepostas que, sob os efeitos sísmicos, liquefazem-se, determinando, em grande parte, a instabilidade do solo da planície, o que limita o seu poder de sustentação do ponto de vista construtivo. Para agravar esta situação, a escassa encosta da planície faria de grande parte de Talcahuano, uma várzea prontamente inundada.

### Hidrografia
Talcahuano é limitado pelo rio Andalién no setor oriental, que flui no sentido da Bahía de Concepción [Baía de Concepción]. Além disso, é atravessado por uma série de zonas úmidas, algumas das quais foram canalizadas, criando, assim, o Canal Ifarle e, em última instância, o Canal El Morro.
Talcahuano também destaca-se pela Marisma de Lenga. Esta marisma deságua na Bahía de San Vicente [Baía de San Vicente].
A sul da península Hualpén, localiza-se o Rio Biobío.

### Território insular

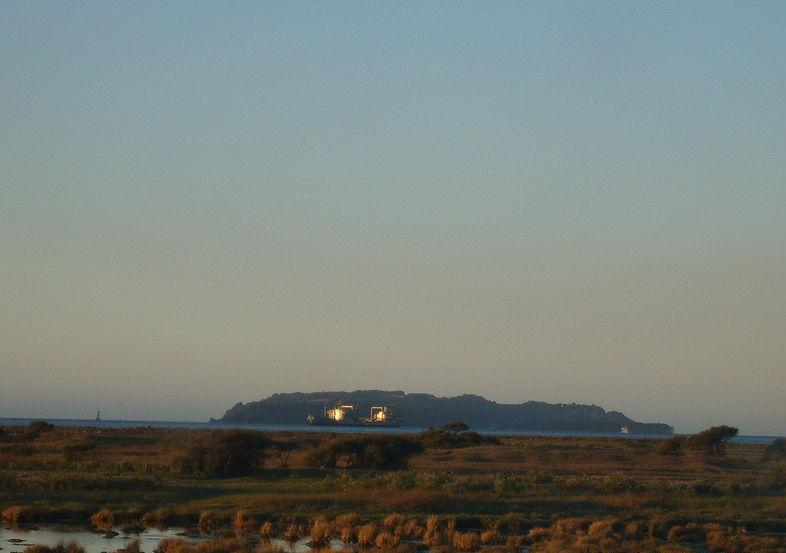
A Ilha Quiriquina, território insular de Talcahuano.

A ilha Quiriquina está localizada paralela à Península de Tumbes, no Oceano Pacífico, na abertura da baía de Talcahuano, na costa de Caleta Tumbes e a cidade na província de Concepción. A ilha é de cerca de quatro quilômetros de comprimento e 500 metros de largura. Subjaz a Escola de grumetes, um casino, um ginásio, os instrutores da casa de residência, etc.

## Setores e localidades

### Aldeolas
- Caleta El Soldado [Cala O Soldado]: Localizada na Península de Tumbes; tem 33 habitantes.
- Caleta Leandro [Cala Leandro]: Localizada na Península de Tumbes.
- Carriel Sur [Carriel Sul]: Localizada no setor de Carriel Sur; Tem 7 habitantes.

### Caleta Canteras
(Lit.: Enseada Pedreiras) É uma aldeia localizada na Península de Tumbes. Até 2010, possuía 361 habitantes. Mas, após o maremoto de 27 de fevereiro desse ano, a pedreira ficou desabitada.[carece de fontes?]

### Setores e populações
Talcahuano tem diversos setores e populações, os que foram transformados ao longo do tempo. Entre eles, podem se destacar os seguintes:
| Setores da cidade de Talcahuano                         | Setores da cidade de Talcahuano | Setores da cidade de Talcahuano | Setores da cidade de Talcahuano | Setores da cidade de Talcahuano | Setores da cidade de Talcahuano |
| Setor                                                   | Populações | Descrição | Serviços | Via |                                 |
| ------------------------------------------------------- | --- | --- | --- | --- | ------------------------------- |
| Autopista [Autoestrada]                                 | Santa Leonor, Santa María, Parque Industrial Las Arucas | Setor localizado entre a Autopista Concepción - Talcahuano, a ferrovia e a Avenida Libertador Bernardo O'Higgins. Este setor cresceu ao redor da Ruta CH-148 [Rota CH-148] ou Autopista Concepción - Talcahuano [Autoestrada Concepción - Talcahuano], e Avenida Los Arteaga Alemparte | | Autopista Concepción-Talcahuano [Autoestrada Concepción - Talcahuano], Avenida Los Arteaga Alemparte [Avenida Los Arteaga Alemparte], Américo Vespucio |                                 |
| Base Naval de Talcahuano [Base Naval de Talcahuano]     | População Almirante Young, População Almirante Señoret, População Bellavista, População Almirante Bannen, População Almirante Neff, População Guardián Brito | Recinto onde a Base da Segunda Zona Naval da Armada do Chile fica. Nela está o Molo 500, e o ASMAR (Estaleiros e Arsenais da Armada). Próximo de Puerta Los Leones [Portão Os Leões], localiza-se o Monitor Huáscar [Couraçado Huáscar]. | Terminal rodoviário, Hospital Naval [Hospital Naval], Séptima Compañía de Bomberos de Talcahuano Almirante Calixto Rogers [Sétima Companhia de Bombeiros de Talcahuano Almirante Calixto Rogers] | Avenida Almirante Villarroel, Avenida Almirante Jorge Montt, Avenida Almirante Cubillos                                                                |                                 |
| Brisa del Sol [A Brisa do Sol]                          | Conjunto Residencial Brisa del Sol [Brisa do Sol Complexo Residencial] | Complexo originado em 2004, perto de Carriel Norte. Está localizado ao sul da saída de Los Huertos Familiares [As Hortas de Família], e ao leste do setor de a Autopista [Autoestrada]. | Televisión Nacional de Chile Red Biobío (TVN) [Televisão Nacional do Chile Rede Biobío], Instituto Profesional INACAP [Instituto Profissional INACAP, Universidad Tecnológica de Chile Universidade Tecnológica do Chile], e Universidad Andrés Bello [Universidade Andrés Bello], Complexo Casino Marina del Sol [Casino A Marinha do Sol] | Autopista Concepción - Talcahuano [Autoestrada Concepción - Talcahuano]                                                                                |                                 |
| Centro [Centro]                                         | - | Este é o setor mais antigo da cidade, e parte dela é construído a partir de aterramentos marítimos. Nele fica o centro cívico, serviços e bancos. Nele há também diversas praças, como a nomeada Plaza Prat [Praça Prat] (praça d'armas), Plaza El Ancla [Praça A Âncora], Plaza María Isabel [Praça María Isabel], Plaza de Bomberos [Praça de Bombeiros]. Possui poucos altos prédios, devido ao tipo de solo existente. | Prefeitura, Prédio de Correios, Torre Prat, Tribunais da Polícia Local, Prédio de Serviços Públicos, Mercado de Talcahuano, Estação Rodoviária Félix Adán, departamentos da Ilustre Municipalidade de Talcahuano, A Bío-Estação El Mercado, Corpo de bombeiros de Talcahuano, que retém à Primeira Companhia de Bombeiros Eduardo Cornou Chabry, a Segunda Companhia de Bombeiros Zapadores, e a Terceira Companhia de Bombeiros de Talcahuano; Cruz Roja Chilena [Cruz Vermelha Chilena] (filial Talcahuano) | Avenida Cristóbal Colón, Avenida Manuel Blanco Encalada, Avenida Almirante Villarroel, Rua Valdivia                                                    |                                 |
| Mall Plaza del Trébol [Centro Comercial Praça do Trevo] | - | Localizado nos terrenos adjacentes ao Trébol de FERVIO [Trevo de FERVIO], foi construído em 1995. Ao longo do tempo, foi estendido incluindo o Bulevar [Boulevard], estacionamentos, nova loja de ancoragem, Las Terrazas [Os Terraços], AutoPlaza [AutoPraça], Aires [Ares], entre outros. Foi dando forma como um centro de serviços de importância, tanto para a Comuna e para toda a Grande Concepción. | | Autopista Concepción-Talcahuano [Autoestrada Concepción-Talcahuano]                                                                                    |                                 |
| Cruz del Sur [O Cruzeiro do Sul]                        | População Cruz del Sur [Cruzeiro do Sul], Villa Mar Hermoso [Vila Mar Formoso], População Nueva Cruz del Sur [Novo Cruzeiro do Sul], Villa Los Constructores [Vila Os Construtores], População Los Reyes [Os Reis] | Setor localizado a sul de Las Salinas [As Salinas], a oeste de Los Huertos Familiares [Os Pomares Familiares], a norte de Los Cóndores [Os Condores] (área leste), e de Vegas de Los Perales [Vegas de As Pereiras], e a leste de Rua Luis Gómez Carreño. A sua Rua Principal é a Juan Guillermo Sosa Severino (ex-rua 2), que as liga com Las Salinas e Los Huertos Familiares, e outrem vilas que desenvolveram-se ao longo do tempo | Quarta Companhia de Bombeiros de Talcahuano Umberto Primo | Avenida Cristóbal Colón, Rua Juan Guillermo Sosa Severino, Rua Luis Gómez Carreño                                                                      |                                 |
| El Arenal [A Areia]                                     | População Morgado, População Simons | Velho setor de Talcahuano, nascido em planícies e vales que foram canalizados e preenchidos. No lado ocidental, foi desenvolvida a estação de mesmo nome, con un amplo pátio ferroviário, e atualmente é a principal estação de Talcahuano. Ao norte, é localizado o setor Centro, a oeste o setor El Morro [O Morrinho], a sul o Sector Gaete [Setor Gaete], e a oeste a ferrovia e San Vicente [São Vicente] | Serviço de Registo Civil e de Identificação, Ministério Público (Procuradoria-Geral), Coliseo Monumental La Tortuga [Coliseu Monumental A Tartaruga] | Avenida Cristóbal Colón, Francisco Bilbao, Rua Valdivia                                                                                                |                                 |
| El Morro [O Morrinho]                                   | Caleta El Morro [Cala O Morro] | Esta é uma enseada de pesca e um setor residencial, na qual, com o passar do tempo, estabeleceram-se em torno dela as pescarias, tais como La Pesquera Iquique [A Pescaria Iquique] (mais tarde Pesquera Iquique Guanaye IG), entre outras. Elas estão entre Rua Las Heras, Jordán Valdivieso, Avenida Lindor Pérez Gacitúa e do Canal El Morro. Neste setor têm feito obras para recuperar o canal e na Isla Rocuant [Ilha Rocuant], tais como quebra-mares, enrocamento para ribeiras, pontes, entre outras. Com o Canal de Recuperação Ambiental, umas docas foram encerradas, onde podem se ver cisnes-de-pescoço-preto e outras espécies de aves. | Sal Los Lobos, instalações da Marinha, estádio El Morro | Rua Jordán Valdivieso, Lindor Pérez Gacitúa, Manuel Rodríguez                                                                                          |                                 |
| El Portón [O Portão]                                    | Cº David Fuentes [Mº David Fuentes] | Velho setor, cujo nome é quase obsoleto. Correspondia ao setor do Cº David Fuentes e arredores. É um setor residencial. | | Aníbal Pinto |                                 |
| Denavi-Sur [Denavi-Sul]                                 | População Denavi Sur [Denavi Sul], População El Bosque [A Floresta], População Faro Belén [Farol Belém], San Carlos de Dinahue [São Carlos de Dinahue], População Valle San Eugenio [Vale São Eugenio] (construída entre 2004 e 2005, em vários estágios), Villa Ensenada [Vila Enseada] (construída na década de 1990), La Herradura [A Ferradura], Villa Rualme [Vila Rualme], Villa Arabia [Vila Arábia], Lago Ranco [Lago Ranco], Las Amapolas [As Papoilas], Villa Independencia [Vila Independência] | Setor localizado ao sul de Las Higueras [As Figueiras], e do lado oriental de Cerro San Martín [Mº São Martín] e de Cerro San Miguel [Mº São Miguel], e ao oeste da ferrovia, e ao sul e oeste do setor Los Cóndores [Os Condores] (ocidente). É um setor puramente residencial. Fica perto da Avenida Cristóbal Colón, que corre em paralelo à ferrovia. | Quinta Companhia de Bombeiros de Talcahuano Bomba Chile [Bomba Chile] | Avenida Cristóbal Colón, Las Hortensias, Río Maule, Río Mapocho, Río Loa, Lago Llanquihue.                                                             |                                 |
| Gaete [Gaete]                                           | População Gaete, População Libertad [Liberdade] | Setor localizado em frente à Isla Rocuant [Ilha Rocuant] onde estão localizadas as principais pescarias de Talcahuano | Estadio Municipal de Talcahuano [Estádio Municipal de Talcahuano] | Avenida Alto Horno [Alto-forno], Avenida Juan Antonio Ríos, Rua Hualpén.                                                                               |                                 |
| Huertos Familiares [Pomares Familiares]                 | Huertos Familiares, Condominios Jaime Repullo [Condomínios Jaime Repullo], Parque Industrial Talcahuano [Parque Industrial Talcahuano] | Setor localizado ao sul de Las Salinas, ao leste de Los Cóndores e de Vegas de Los Perales [Vegas das Pereiras], e ao norte de Carriel Norte [Carriel do Norte], Brisa del Sol e de Autopista [Autoestrada]. Também era conhecido pelo nome: Huertos Obreros [Pomares Obreiros]. | | Rua Jaime Repullo |                                 |
| Las Canchas [As Quadras]                                | População Las Canchas [As Quadras], e Las Caperozas [As capuzes] | Setor localizado ao oeste de Base Naval [Base Naval], na península Tumbes, e ao noroeste do setor Los Cerros [Os Morros]. | Hospital Naval [Hospital Naval] | Rua Michimalongo. Rua Guacolda. |                                 |
| Las Industrias [As Indústrias]                          | | Setor limitado pela Avenida La Marina [A Marinha], Avenida Juan Antonio Ríos, Avenida Gran Bretaña [Grã Bretanha], Cerro Perales [Morro Pereiras], Cerro San Miguel [Morro São Miguel], Avenida Nueva Rocoto [Nova Rocoto], Avenida Gran Bretaña [Grã Bretanha], Camino a Lenga [Caminho a Lenga], e Avenida Rocoto. Esse Bairro pertence na maior parte à comuna de Talcahuano, exceto a zona sul de Camino a Lenga a que é gerenciada por Hualpén. | Huachipato, Cementos Biobío [Cimentos Biobío], Inchalam, Edyce, Petro Dow, Embotelladora Embonor [Engarrafadora Embonor]. | Avenida Gran Bretaña, Avenida Las Golondrinas [As Andorinhas], Avenida Rocoto, Avenida Nueva Rocoto, Camino a Lenga.                                   |                                 |
| Las Higueras [As Figueiras]                             | População Leonor Mascayano, Villa Las Araucarias [Vila As Araucárias] (população Huachicoop), Villa Presidente Juan Antonio Ríos [Vila Presidente Juan Antonio Ríos], População Corvi I, População Corvi II, Villa San Martín [Vila São Martín] | | Hospital Las Higueras [As Figueiras], Oitava Companhia de Bomberos de Talcahuano Bomba Huachipato, Segunda Comisaría de Carabineros Talcahuano [Segunda Delegacia de Carabineiros Talcahuano], Bío-Estação Hospital Las Higueras | Avenida Alto Horno, Avenida Desiderio García |                                 |
| Las Salinas [As Salinas]                                | População Santa Clara, População Santa Marta, População Santa Cecilia, Complexo Residencial San Marcos, Villa Colonial [Vila Colonial], Villa El Sauce [Vila O Salgueiro], Verdemar [Verde-mar]. | Setor localizado a leste de Las Higueras, e a norte do setor Cruz del Sur. Ele é atualmente um setor em expansão, juntamente com Brisa del Sol. | | Volcán Osorno, Avenida Cristóbal Colón, Claudio Gay Oriente, Claudio Gay Poniente, Manuel Montt, Manuel Bayon, Iquique                                 |                                 |
| Los Cerros [Os Morros]                                  | População Los Lobos [Os Lobos], San Francisco [São Francisco], Santa Julia [Santa Julia], Cerro Zaror [Morro Zaror], População Nueva Los Lobos [Nova Os Lobos], Cerro La Gloria [Morro A Glória], Centinela I [Sentinela I], Centinela II [Sentinela II], Conjunto Mirador del Pacífico [Complexo Mirante do Pacífico], Brisas del Mar [Brisas do Mar], Villa Baradán [Vila Badarán], Cerro Buena Vista [Morro Boa Vista], Los Copihues [As Lapagerias]                                                    | Setor que registou um crescimento forte entre as décadas de 1990 e de 2000. Está localizado a norte de San Vicente, e a oeste de Centro e Las Canchas. | Centro de Saúde da Família Los Cerros (CESFAM), Sexta Companhia de Bombeiros de Talcahuano Salvadora, Centro Social da Saúde de Família Los Lobos-La Gloria. | Rua Los Araucanos, Rua Bahía San Vicente, Rua Los Lobos                                                                                                |                                 |
| Los Cóndores [Os Condores]                              | População Los Cóndores | Este Setor é dividido pela Avenida Cristóbal Colón e pela ferrovia; uma porção fica ao lado do setor Denavi Sur (lado oeste), e a outra do setor Vegas de los Perales (lado leste), que se uniam na Passarela Los Cóndores. Essa foi demulida em 2010, pelas devastações originadas pelo terremoto de fevereiro de mesmo ano. Aqui está a Bío-Estação Los Cóndores, | Bío-Estação Los Cóndores | Avenida Cristóbal Colón |                                 |
| Medio Camino [Meio Caminho]                             | População Esmeralda [Esmeralda], População Patricio Lynch, População Carlos Condell, População Dinahue, População Diego Portales, População Nueva Visión [Visão Nova] | Setor limitado pelo Morro San Miguel, a ferrovia, Avenida Las Golondrinas, Avenida Gran Bretaña e Avenida Nueva Rocoto [Nova Rocoto]. | Recenseamento Eleitoral Medio Camino, Nona Companhia de Bombeiros de Talcahuano Juan Guillermo Sosa Severino | Avenida Cristóbal Colón |                                 |
| Perales [Pereiras]                                      | População Perales, População Vegas de Perales | Setor localizado a sul de Cruz del Sur e de Los Cóndores, a oeste e norte de Huertos Familiares. É caracterizado por suas casas emparelhadas de dois andares, com jardim dianteiro e estacionamento. Há áreas verdes, assentos e jogos entre as passagens. Lado sul e leste fica um trecho do Canal Secundário Ifarle, com pantanais nos arredores. No sul, encontra-se o Nudo Perales [Nó Perales], imagem de numerosos cartões postais da cidade. | | Rua Claudio Gay Oriente, Rua Claudio Gay Poniente, Rua Jaime Repullo                                                                                   |                                 |
| San Vicente [São Vicente]                               | San Vicente Sur [São Vicente do Sul], San Vicente Norte [São Vicente do Norte], Partal | Está localizado entre Arenal e a Baía de San Vicente. Neste setor fica o Porto de San Vicente e uma série de molas anexadas. Outrora, possuía uma vasta praia de areia preta, famosa na zona, a que transformava San Vicente em um popular resort. Com a instalação de Huachipato a sul deste setor, gradualmente a sua atividade passou a ser industrial. | Décima-primeira Companhia de Bombeiros de Talcahuano Bomba San Vicente, Porto de San Vicente | Rua Almirante Juan José Latorre, Avenida La Marina, Avenida España, Pedro Montt, Malaquías Concha, Avenida Brasil, Lautaro                             |                                 |

## Demografia
De acordo com o Recenseamento demográfico 2014, a população total da comuna é de 277.752 habitantes.
A tabela a seguir mostra a variação da população desta comuna nas últimas décadas, segundo a informação censitária.[carece de fontes?]
| Recenseamento Ano | População |
| ----------------- | --------- |
| 1875              | 4 792     |
| 1885              | 6 716     |
| 1895              | 12 285    |
| 1907              | 25 641    |
| 1920              | 30 098    |
| 1930              | 38 127    |
| 1940              | 41 536    |
| 1952              | 63 777    |
| 1960              | 83 609    |
| 1970              | 150 030   |
| 1982              | 207 219   |
| 1992              | 167 183   |
| 2002              | 163 995   |
| 2012              | 151 524   |
| 2014              | 277 752   |

## Administração
A comuna de Talcahuano pertence à Circunscrição Eleitoral nº 43 e ao XII Eleitorado Senatorial (Bío-Bío Costa). É representada na Câmara dos Deputados do Congresso Nacional pelos deputados Jorge Ulloa (da Unión Demócrata Independiente [UDI]) e Cristian Campos Jara (do Partido por la Democracia [PPD]). No Senado, Talcahuano é representada pelos senadores Jacqueline van Rysselberghe (da Unión Demócrata Independiente [UDI]) e Alejandro Navarro (do Movimiento Amplio Social [MAS]).
O atual prefeito de Talcahuano, a partir de 6 de dezembro de 2012, é Gastón Saavedra Chandía, do Partido Socialista de Chile [PS]. A Ilustre Municipalidade de Talcahuano também dispõe de oito vereadores como se segue:
- Leocán Portus Urbina (Partido por la Democracia [PPD])
- Gustavo Medel Niño (Partido por la Democracia [PPD])
- Jaime Peñailillo Garrido (IND-Partido por la Democracia [PPD])
- Mireya Gallardo Ramírez (Partido Socialista de Chile [PS])
- Abel Contreras Bustos (Partido Demócrata Cristiano [PDC])
- Hernán Pino Seguel (IND-Partido Humanista [PH])
- Erick Vergara Moreno (Unión Demócrata Independiente [UDI])
- Francisco Vera Lastra (Unión Demócrata Independiente [UDI])

### História Administrativa
Talcahuano, no decorrer da sua história, tem sido gestionada de modos diferentes, de acordo com as necessidades locais e os novos contextos da divisão político-administrativa do Chile.

#### Século XVIII
Durante a Colônia, Talcahuano fazia parte da Província ou Distrito de La Concepción.
Foi criada depois a Intendência de La Concepción, e Talcahuano começa a depender do Partido de La Concepción.
Naquela época, são nomeados os primeiros governadores de porto, quem persistem até presente.

#### Século XIX
No século XIX, a estrutura político-administrativa colonial permanece, mesmo que com alterações, e são criados alguns partidos novos. Em 1810, a Primeira Assembleia Nacional (Primera Junta Nacional, em espanhol) é efetuada.
Em seguida, em 1811, o Primeiro Congresso Nacional, cria a Intendência de Coquimbo.
Com a Constituição de 1822, as Intendências são revogadas, os Partidos são virados a Departamentos (as que regiam-se por um delegado diretorial), e os distritos e os cabildos (concelhos) são preservados.
Da Constituição de 1823, os Cabildos tornaram-se em Municípios.
Em 1826, com as Leis Federais, criam-se oito províncias, incluindo a Província de Concepción e ao Departamento de Concepción, no cual está Talcahuano.
Da Constituição de 1833, nasce uma nova divisão político-administrativa (províncias, departamentos, subdelegações e distritos). Os Municípios são estabelecidos nas capitais departamentais e em algumas subdelegações, onde considere adequado o Presidente da República.
Em 1850, o presidente Manuel Bulnes Prieto cria o Departamento de Talcahuano. O primeiro governador provincial foi Seu Diego Larenas y Álvarez-Rubio, que era um cadete nas guerras de independência.
Por seu lado, cria-se a ilustre municipalidade, dirigida por três prefeitos com um grupo de vereadores. O Departamento de Talcahuano constituía-se de 4 subdelegações (1ª, Tumbes; 2ª, Centro del Puerto; 3ª, Portón e 4ª, Vegas de Talcahuano). Essas autoridades passaram a ser eleitas em 1876.
Em 22 de dezembro de 1891 é definida a "Lei de Comuna Autônoma", em que são estebelecidas mais outros municípios em uma ou mais subdelegações dentro de um Departamento. No caso de Talcahuano, novos municípios não foram criados, como resultado da presente lei. De modo que o Município de Talcahuano era constituído pelas quatro subdelegações do Departamento.

#### Século XX
A Constituição de 1925 estabelece uma divisão política (província, departamento, subdelegação e distrito) e outra divisão, a administrativa (província e município).  O território da comuna era exatamente equivalente à da respectiva subdelegação. Uma comuna é administrada por Municípios (Municipalidades, em espanhol). Em 30 de dezembro de 1927, com a DFL 8582 e 8383, a quantidade de municípios é racionalizada, e, além disso, houve uma reorganização com as províncias, departamentos, subdelegações, comunas e distritos. Adicionalmente, a estrutura municipal fora modificada. Então, aquela é agora liderada por um prefeito mais um grupo de vereadores proporcional à população.
Desde fevereiro de 1928, com a DFL 8582, o Departamento de Talcahuano foi abolido. Com a DFL 8583, a comuna-subdelegação de Talcahuano é criada (que actualmente corresponde às comunas de Talcahuano, Hualpén e ao setor nordeste da comuna de Concepción no Departamento de Concepción. Mais Tarde, o Departamento de Talcahuano é recriado e é constituído pelas Comuna e Subdelegação de Talcahuano.
Entre 1973 e 1992, os prefeitos são apontados pelo Presidente da República.
Na década de 1970, a Divisão Político-administrativa é modificada, criando, assim, as regiões, porém sendo preservadas as províncias e comunas, e sendo excluídos os departamentos e distritos. Por tanto, o Departamento de Talcahuano deixa de existir, e a fronteira comunal é alterada.
Em 2004, cria-se o município de Hualpén, que gerencia até o então o nomeado sector surponiente de Talcahuano. Em dezembro desse mesmo ano, são eleitos as autoridades municipais (prefeito e vereadores), o que causou a descentralização dessa administração local.

## Economia

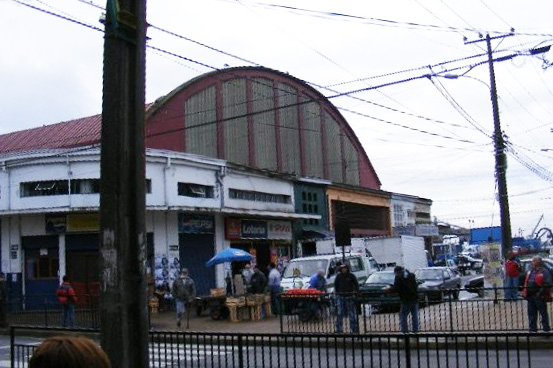
O Mercado Central de Talcahuano.

### O Porto de Talcahuano

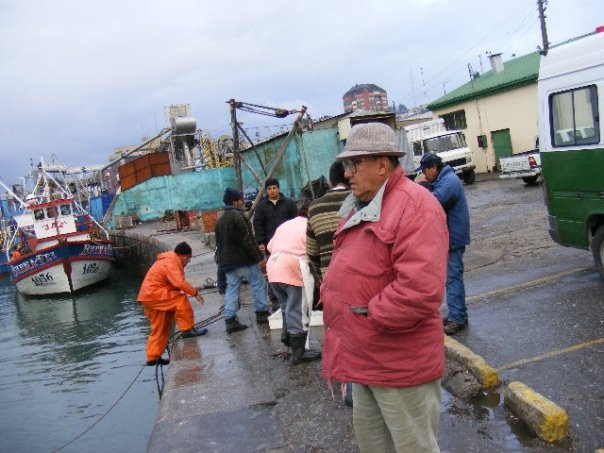
Porto de pesca, Talcahuano

O porto de Talcahuano está localizado na área nordeste do município.
Consiste no cais Manuel Blanco Encalada, ou, simplesmente, Muelle Blanco [Cais Blanco].
Ela pertencia à Empresa Portuaria de Chile (Emporchi)[Companhia Portuária do Chile]  .
Logo depois, criara-se a  Empresa Portuaria de Talcahuano-San Vicente [Companhia Portuária de Talcahuano-San Vicente] que administrava ambas as instalações.
No momento, a Empresa Portuaria de Talcahuano-San Vicente está olhando a possibilidade para concessionar o Porto de Talcahuano e também desenvolveu um Projeto de Renovação Urbana conhecido como Ventana al Mar [Janela Olhando para o Mar], no qual estão se recuperando terrenos para o desenvolvimento das áreas para turismo e uso público.
Em 2011 construíra-se o terceiro acesso às colinas de Talcahuano, de modo a beneficiar os residentes da Tumbes enseada.

## Educação

### Universidades
- Universidad Andrés Bello [Universidade Andrés Bello]
- Universidad Tecnológica de Chile [Universidade Tecnológica do Chile]

### Institutos
- Instituto Profesional INACAP [Instituto Profissional INACAP]
- Instituto Tecnológico UCSC [Instituto Tecnológico UCSC]

## Cultura

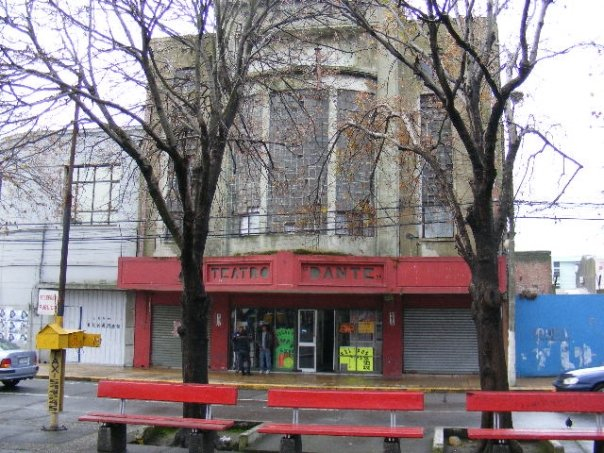
O Teatro Dante, Talcahuano

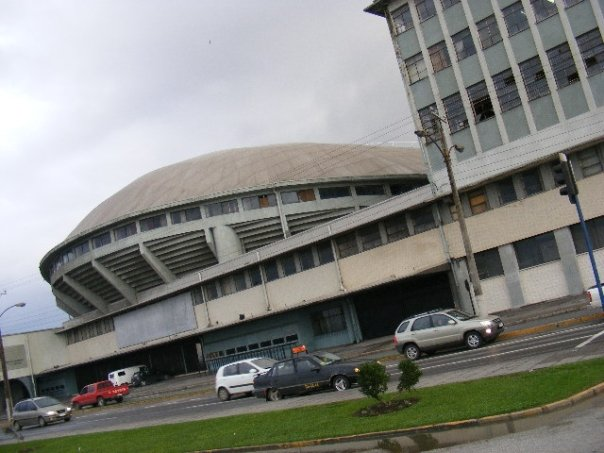
O Coliseu Monumental A Tartaruga

### Marcos urbanos
Talcahuano, como cidade portuária, tem vários marcos urbanísticos, tais como os seguintes:
- O Coliseu Monumental La Tortuga [A Tartaruga]: Popularmente conhecida como: A Tartaruga de Talcahuano, é um recinto esportivo e de entretenimento, célebre por seu característico telhado semelhante à casca de uma tartaruga. Até o final do século XX este era o mais grande recinto dessa característica no Chile.
- O Monitor Huáscar: Foi um navio de guerra do Peru, o que o Chile capturara em 1879, durante a Guerra do Pacífico, e agora é uma relíquia histórica bastante preciosa pela Armada Chilena.
- A Arturo Prat Praça Maior: É a praça de armas desta cidade, localizada na área mais central do Porto. Com suas árvores centenárias e uma flora bem variada, é um lindo cartão-postal para cualquer chorero (talcahuíno) ou visitante.

### Música
A sua proximidade com o município de Concepción, reconhecido nacionalmente  por ser o berço de bandas variadas, tais como: "Los Tres", "Los Bunkers", "Emociones Clandestinas", "Santos Dumont" ou "Machuca Banda", faz de Talcahuano também uma cidade propensa ao surgimento de artistas talentosos. É esse o caso da Ecosidio, banda punk constituída em 1988; A Camila Silva (jovem cantora e compositora), vencedora no ano 2010 da primeira temporada do show de televisão Talento Chileno da Chilevisión canal, dedicado à busca de talentos.

## Esportes

### Futebol

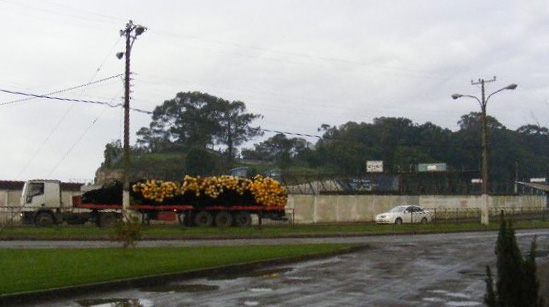
Arena El Morro do clube desportivo de Naval, Talcahuano.

Talcahuano possui dois clubes de futebol profissionais; no Campeonato Chileno de Futebol milita o Clube Desportivo Huachipato, que trabalha de local na Arena CAP de sua propriedade, e na Primeira B milita o Clube Naval Desportivo de Talcahuano, que trabalha de local na Arena El Morro ex-propriedade da Armada Naval. Actualmente é municipal. Ambos a protagonizar o Clásico Chorero. No passado, também jogou na cidade o Club Deportivo y Social Naval.
Huachipato é a única equipa das áreas sul e centro-sul do Chile a ser campeão da Primeira Divisão do Campeonato Chileno de Futebol, e duas vezes: em 1974 e em 2012.

## Transporte e conectividade

### O Sistema de Bio-vias

símbolo de Biotrén

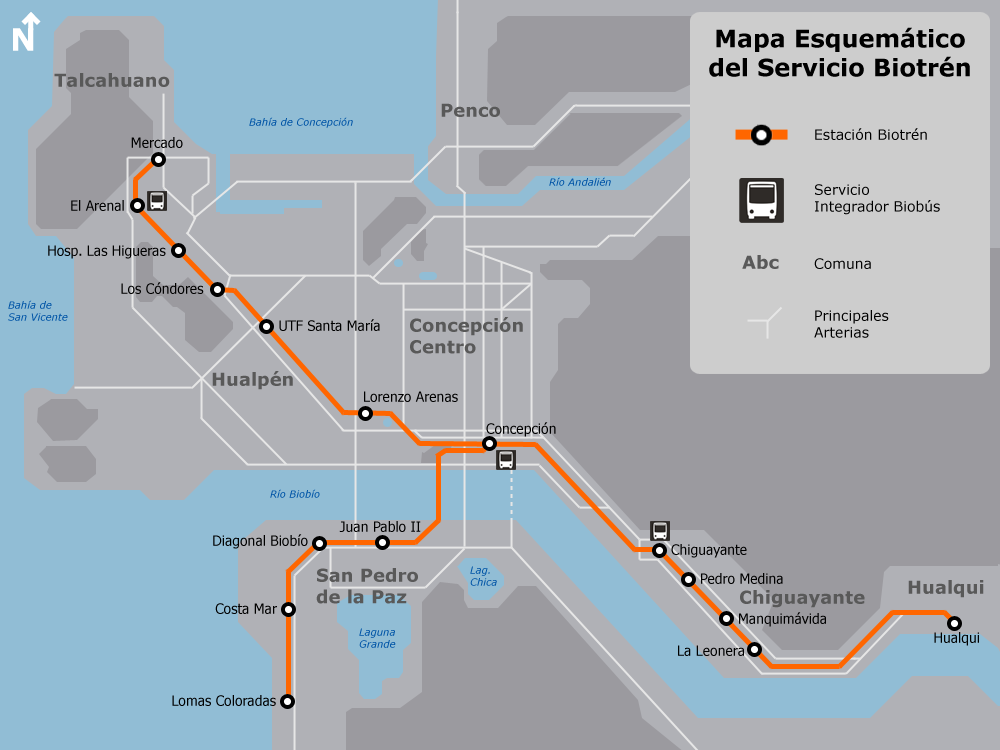
Mapa do Biotrém

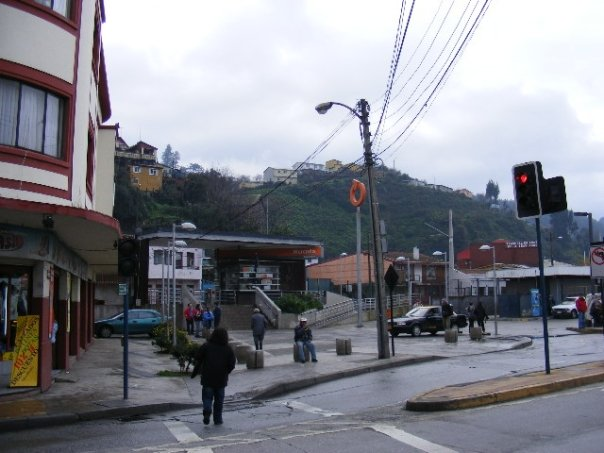
Estação Biotrem El Mercado, no centro de Talcahuano

Talcahuano é inserida no transporte urbano integrado Bio-vias (Biovías, em castelhano), que entrou em funcionamento em 2005. O sistema ferroviário Biotrem consiste em duas linhas, as que ligam as comunas de: Hualpén, Concepción, Chiguayante, Hualqui, San Pedro de la Paz e Coronel.
As Bio-estações localizadas em Talcahuano são como se segue:
- Mercado
- El Arenal
- Hospital Las Higueras
- Los Cóndores

O sistema de autocarros licitados da Grande Concepción atravessa também os eixos principais do município.

### O Transporte rodoviário
- A principal estação de ônibus/autocarros desta cidade é o Félix Adán terminal rodoviário, localizado na rua Almirante Juan José Latorre #8, esquina rua Gálvez.
- Os Ônibus Ofertados da Grande Concepción:

### O Transporte aéreo
Seu terminal aéreo é actualmente o Aeroporto Internacional Carriel Sur, situado a sudeste deste município. É o aeroporto mais importante da Região de Bío-Bío, e o segundo maior do país, com lotação para um milhão de passageiros e nele funcionam duas companhias aéreas: a LAN Chile e a Sky Airline. O aeroporto é usado pelos habitantes da Grande Concepción e da VIII Região de Bío-Bío.
Este aeroporto foi inaugurado em 1968, a substituir o Hualpencillo Aeródromo. Em 2001 foi construído a sua nova estação com estacionamento gratuito e estacionamento para os aviões, e que tem quatro mangas de embarque e uma instalação para tratamento de águas residuais.

### Estradas
- A Avenida Cristóbal Colón
- A Avenida Manuel Blanco Encalada
- Volcán Osorno
- Avenida España
- Gómez Carreño
- A Avenida Alto Horno
- A Avenida Desiderio García
- A Avenida Libertador Bernardo O'Higgins
- A Avenida Jorge Alessandri (de Talcahuano)
- A Avenida Almirante Juan José Latorre
- A Avenida La Marina
- A Avenida Juan Antonio Ríos
- A Avenida Manuel Rodríguez
- "Calle Valdivia" (Rua Valdivia)
- Rua Los Araucanos
- Rua Bahía San Vicente
- Rua Los Lobos
- Rua Arteaga Alemparte
- Rua Pedro Montt
- Rua Brasil
- Rua Luis Gómez Carreño
- Rua Las Magnolias
- Rua Las Hortencias
- Rua Carlos Dittborn
- Ruta Interportuaria (Rota Interportuária) ou CH-164.

## Ligações externas

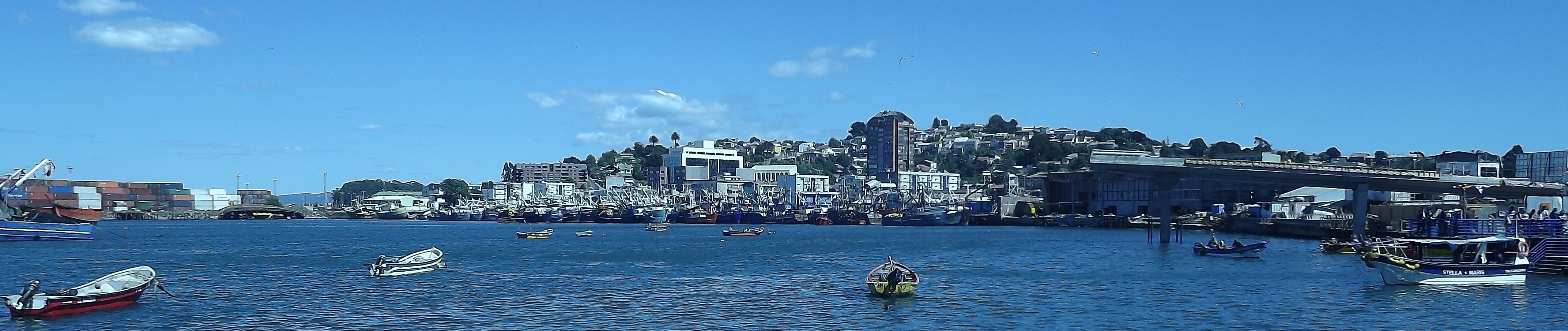
Centro de Talcahuano visto desde o Mar.